# Сетна Іннаррайд
Сетна Іннаррайд (ірл. Sétna Innarraid) — Сетна Нагороджуючий — верховний король Ірландії (за середньовічною ірландською історичною традицією). Час правління: 705—685 до н. е. (згідно «Історії Ірландії» Джеффрі Кітінга) або 930—910 до н. е. згідно хроніки Чотирьох Майстрів. Син Бреса Рі (Бреса Короля) – верховного короля Ірландії. Прийшов до влади вбивши свого попередника - Фінн мак Блаха, вважаючи що він має більш законні права на престол. Правив Ірландією протягом двадцяти років. Ввійшов в історію як перший верховний король Ірландії, який платив гроші своїм воїнам за службу – за що і отримав своє прізвище. Не ясно, що саме використовували в Ірландії в той час як гроші — можливо шматочки дорогоцінних металів. Був вбитий Сіомоном Брекком – онуком верховного короля Нуаду Фінн Файла. Книга захоплень Ірландії синхронізує його правління з часом правління царів Дарія Великого (522—485 до н. е.) та Ксеркса (485—465 до н. е.) у Персії, що сумнівно. 